# The Ultimate Fighter 26 Finale
The Ultimate Fighter 26 Finale var en MMA-gala som arrangerades av Ultimate Fighting Championship och ägde rum 1 december 2017 i Las Vegas i USA. 

## Resultat
1. ↑  Titelmatch i flugvikt.
2. ↑  Catchweight 130,5 lbs.'"`UNIQ--ref-00000004-QINU`"'